# ILife (программа)
iLife — набор мультимедийного программного обеспечения от Apple для домашнего использования. Поставлялся в составе всех компьютеров Mac начиная с 3 января 2003 года и заканчивая 20 октября 2011 года, отдельно продавался по цене 79,00 $ (99,00 $ за семейную версию). С апреля 2017 года программы iMovie и GarageBand являются бесплатными для пользователей macOS и iOS. Разработка остальных программ из комплекта была прекращена.

## Компоненты
- iPhoto — работа с фотографиями, хранение и редактирование;
- iMovie — работа с видеоконтентом, монтаж и экспорт;
- iWeb — создание web-сайтов в режиме WYSIWYG;
- iDVD — создание DVD с красивыми, эффектными меню;
- GarageBand — домашняя студия звукозаписи, композитор семплов, MIDI-дорожек (в том числе записанных с реальных инструментов) и голосовых дорожек.

### iPhoto
Программа из пакета iLife, позволяющая пользователям хранить цифровые фотографии в собственной библиотеке, сортируя по альбомам. В новой версии появились «События», которые помогает легко отсортировать фотографии по дате создания и импорта в различные события. Программа поддерживает синхронизацию с сервером .Mac, резервное копирование в TimeMachine, быстрый экспорт в iWeb для публикации на блоге, запись фотографии на диски, создание календарей и открыток методом drag&drop с возможностью печати или сохранения в высококачественный PDF. Позволяет запустить «презентацию» — полноэкранный просмотр выбранной галереи фотографий с переходами и фоновой музыкой.
iPhoto поддерживает наибольшее количество фотоаппаратов для быстрого импорта фотографий в библиотеку без установки драйверов.

### iMovie
Программа для домашнего видеомонтажа с наиболее простым интерфейсом, но большими возможностями. Позволяет импортировать видео с цифровых камер, из существующих видеофайлов или получать видео с камеры iSight. Можно также добавлять в проект изображения (используя файлы или библиотеку iPhoto), музыку (используя файлы или библиотеку iTunes). Вы можете урезать видео, компоновать видеодорожки со звуком, накладывать эффекты и экспортировать Ваше видео в большинство популярных видеоформатов.

### iWeb
Программа из состава пакета iLife'06 и более поздних версий. Позволяет создавать собственные сайты, включая возможность добавления всего контента iLife: ваша галерея фотографий, подкасты, и т. д. Лучше всего совместим с хостингом на .Mac, иначе не будут работать некоторые интерактивные элементы страниц (например, счетчики посещений).
Программа создана для создания и ведения собственного блога для каждого пользователя компьютера Apple Macintosh без требования к знаниям о сайтостроении, так как позволяет парой кликов опубликовать новые фотографии с поездки, добавить на страницу собственные подкасты (как аудио, так и видео) с возможностью подписки по RSS, отредактировать содержание страницы за несколько секунд.

### iDVD
Программа для создания Ваших собственных DVD-дисков с эффектными меню. Вы можете использовать изображения, видео и музыку для создания переходов между главами фильма и в меню, самостоятельно управлять расположением пунктов в меню, используя библиотеку фотографий, создать демонстрацию слайд-шоу, добавлять другие элементы оформления в ваш проект. После этого остаётся только выполнить запись на DVD-диск.

### GarageBand
GarageBand — это ваш виртуальный оркестр. Вы можете создать подкаст или просто музыкальную дорожку, используя около тысячи доступных семплов. Так же вы можете захватить сигнал с реальных электроинструментов (синтезатор/клавиатуры, электрогитары и т. д., используя MIDI-переходник) и даже записать голос или любой реальный инструмент, используя микрофон или аналоговый/цифровой вход.
Начиная с версии iLife’06(?) вы можете добавлять и видео для создания видео подкастов или просто роликов.

## Версии
| Версия    | Представление                                           | Цена | ОС     | iPhoto | iTunes | iMovie | iDVD  | GarageBand | iWeb  |
| --------- | ------------------------------------------------------- | ---- | ------ | ------ | ------ | ------ | ----- | ---------- | ----- |
| iLife     | Macworld Conference & Expo, 3 января 2003               | $49  | 10.1   | 2      | 3      | 3      | 3     | -          | -     |
| iLife '04 | Macworld Conference & Expo, 6 января 2004               |      | 10.2.6 | 4      | 4.2    | 4      | 4     | 1          | -     |
| iLife '05 | Macworld Conference & Expo, 11 января 2005              | $79  | 10.3.4 | 5      | 4.7.1  | HD 5   | 5     | 2          | -     |
| iLife '06 | Macworld Conference & Expo, 10 января 2006              | $79  | 10.4.3 | 6      | 6.0.2  | HD 6   | 6     | 3          | 1     |
| iLife '08 | Special Summer event, 7 августа 2007                    | $79  | 10.4.9 | 7.0    | -      | 7.0    | 7.0   | 4.0        | 2.0   |
| iLife '09 | Macworld Conference & Expo, 6 января 2009 (Пресс-релиз) | $79  | 10.5.6 | 8.0    | -      | 8.0    | 7.0.3 | 5.0        | 3.0   |
| iLife '11 | Apple Special Event, 20 октября 2011 (Пресс-релиз)      | $49  | 10.6.3 | 9.0    | -      | 9.0    | 7.1   | 6.0        | 3.0.2 |